# Matagi

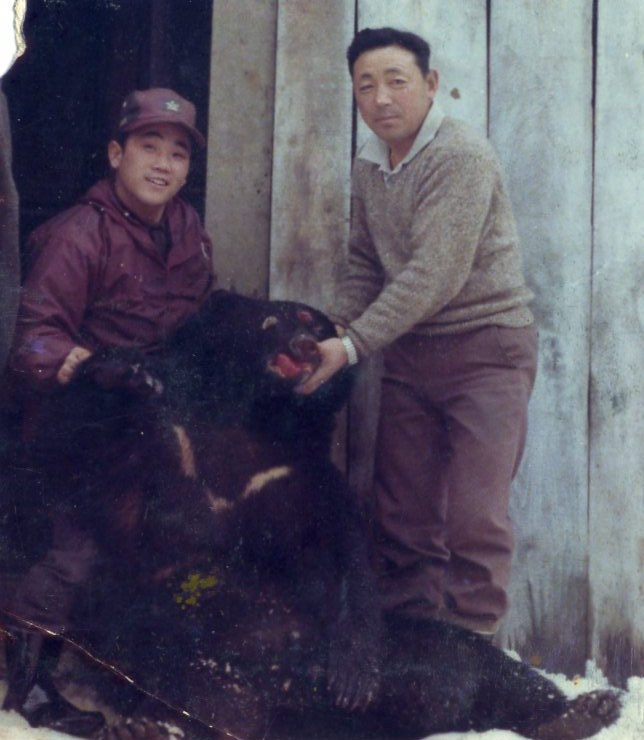
Matagis o cazadores tradicionales japoneses, posando con su presa.

Los matagi (kanji:又鬼) son los cazadores tradicionales japoneses, los cuales preservan gran parte de sus costumbres de cacería, especialmente en la Región de Tōhoku, ubicada al norte de Japón. Por lo general se dedican a la Caza mayor de grandes presas como ciervos y osos, aunque también pueden dedicarse a la caza menor. Por lo general, las partidas de cacería suelen ser enteramente masculinas, aunque con el paso de los años esto ha ido cambiando debido a la evolución cultural japonesa, existiendo también mujeres matagi.

## Orígenes y mitología
De acuerdo al folclore japonés, la diosa del monte Nikko en medio de una pelea con el dios del monte Akagi, le solicitó ayuda al arquero Banzaburo para que lo derrotase. Este, el cual era considerado un hábil arquero, disparó su flecha contra el cuerpo del dios, transformado en una serpiente (o un ciempiés, de acuerdo a otras versiones del mito). Como agradecimiento, la diosa Nikko le concede a Banzaburo "el permiso para cazar en cualquier montaña de Japón" de manera perpetua. Por tradición, toda familia matagi cuenta con pergaminos en los que se constata este hecho, aunque sin ninguna validez legal como permiso de cacería. Sea como fuere, los orígenes de los matagi pueden rastrearse hasta el periodo Heian, por lo que algunos antropólogos y folcloristas presuponen y creen que el mencionado Manzaburo era descendiente de Tenji Tennō. Así mismo, se presupone que hay una conexión entre la cultura matagi y la etnia Ainu debido a ciertas similitudes culturales existentes entre las comunidades matagi y las tribus Ainu de Hokkaido, en especial cuanto a ciertas tradiciones, expresiones y ritos de cacería.

## Prácticas de cacería

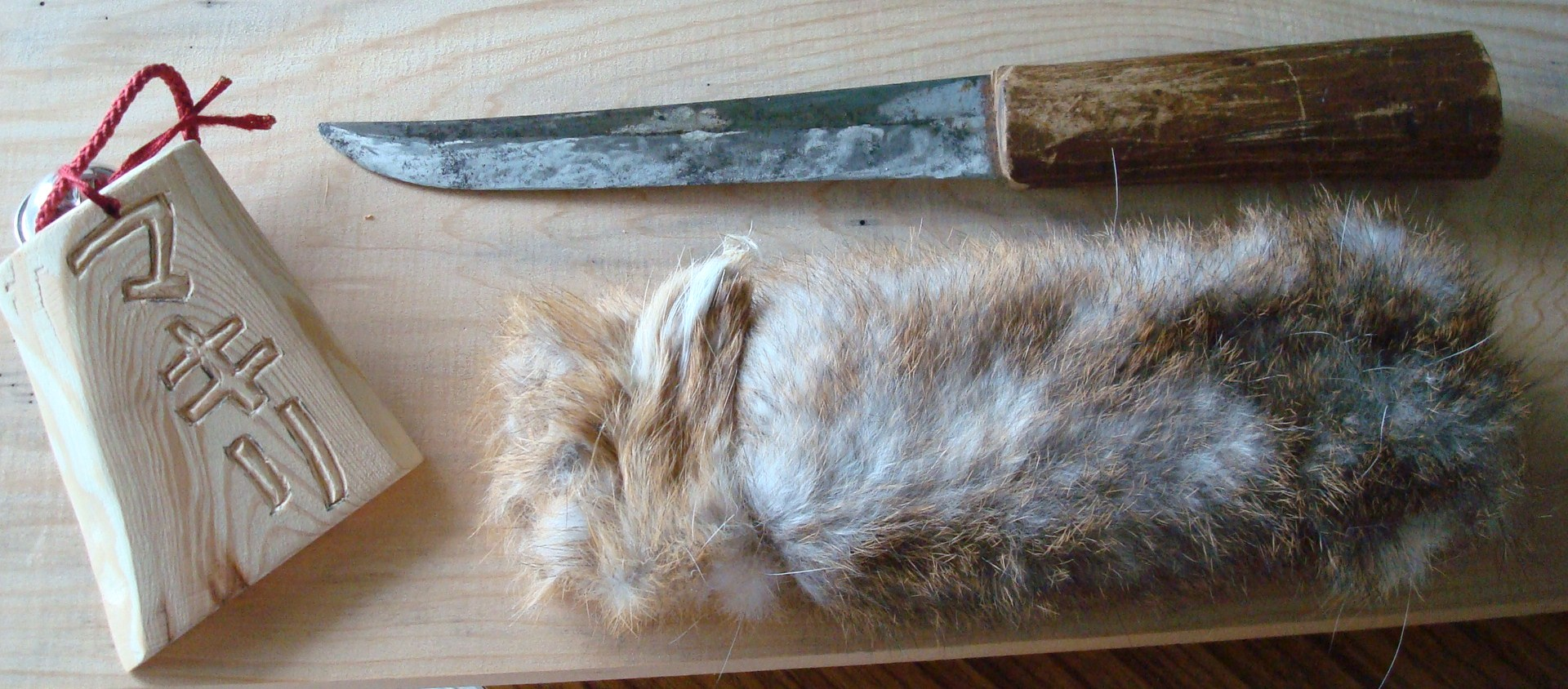
Cuchillo tradicional de cacería Matagi, también conocido como Fukuronagasa (フクロナガサ)

Sus costumbres de cacería son diferentes a la del resto de cazadores, debido a la profunda carga espiritual que maneja en sí la cacería matagi, ya sea mayor o menor. Suelen distinguirse más específicamente por la cacería del oso negro japonés, aunque también pueden cazar ciervos u otras especies menores como tanukis, conejos o zorros. La temporada de cacería suele comenzar en invierno, y terminar antes de la primavera, ocupando especialmente toda esta temporada. Por lo general, antes y durante la temporada de cacería mantienen un régimen de rigurosa abstinencia sexual para no ofender a los espíritus de la montaña. Se caza lo estrictamente necesario para el sostenimiento de la comunidad, dejando partes de la presa en la montaña como una suerte de "ofrenda" a los dioses tutelares de la montaña en donde se caza, y a su vez rogando por el descanso del espíritu de la presa. Debido a esto, la cacería matagi se distingue mucho de otros tipos de cacería debido al profundo sentido de reverencia hacia el mismo bosque y hacia los animales cazados, aprovechando toda la presa al completo sin desperdiciarla. 
Antes de subir a la montaña se preparan con todo lo necesario, incluidas raciones de emergencia llamadas kanemochi preparadas especialmente para aportar altos niveles de carbohidratos en caso de que el cazador se haya quedado sin provisiones. En tiempos antiguos se usaban lanzas para cacería, pero con el paso del tiempo y especialmente en la época de la Restauración Meiji, el uso de rifles de tiro se fue extendiendo, siendo popular a comienzos de siglo XX el rifle murata. Sumado a esto, los cazadores llevan sus propios cuchillos para despiezar, despellejar y preparar la presa.
Estrictamente, después de haber apartado la ofrenda y rezado por el espíritu del animal cazado para que tenga descanso, la partida se reparte las partes de la presa a partes iguales, sin importar el hecho de que hayan participado o no en la cacería. La vesícula biliar del oso se considera especialmente valiosa por lo que se suele vender.

## Los matagi en la actualidad
Debido a los cambios profundos en la sociedad japonesa, y la aparición de la cacería tradicional por deporte, la práctica de los matagi ha entrado en un proceso bastante preocupante de decadencia. Las restricciones gubernamentales existentes, sumado al desastre nuclear de Fukushima Daiichi en 2011, afectaron de manera irreversible varias áreas de la región de Tohoku, especialmente los bosques relacionados con la prefectura de Fukushima, por lo que en muchos aspectos, la cacería matagi se acabó por completo en algunos poblados del norte de Japón. Aun así, existen esfuerzos para mantener la práctica de la cacería matagi como parte del legado cultural de Japón.

## En la cultura popular
Existen menciones a la cultura matagi en el manga y anime de Golden Kamuy, siendo uno de los personajes, Genjirou Tanigaki, uno de ellos. 